# 1980-as Eurovíziós Dalfesztivál
Az 1980-as Eurovíziós Dalfesztivál volt a huszonötödik Eurovíziós Dalfesztivál, melynek a hollandiai Hága adott otthont. A helyszín a hágai Congresgebouw volt.
Az 1979-es jeruzsálemi verseny Izrael győzelmével zárult, ám az izraeli IBA tévétársaság anyagi okok miatt nem kívánta kétszer egymás után megrendezni a versenyt. A második helyezett Spanyolország, majd az Egyesült Királyság is elutasította a rendezést, végül a holland NOS vállalta, hogy otthont ad a fesztiválnak.
Izrael végül el sem indult, mert április 19-ére tűzték ki a verseny időpontját, amely egybeesett az Izraeli Megemlékezés Napjával. Ez az egyetlen alkalom arra, hogy az előző év győztese nem indult el.
Hatodjára fordult elő az is, hogy nem az előző év győztese rendezte meg a versenyt.

## A résztvevők
Izrael visszalépése után Marokkó úgy döntött, hogy csatlakozik a dalverseny mezőnyéhez. Így Marokkó lett a dalverseny első afrikai résztvevője.
Monaco visszalépett a további versenyzéstől, és csak huszonnégy évvel később, a 2004-es Eurovíziós Dalfesztiválon vett részt újból.
Egy év kihagyás után visszatért Törökország, így akárcsak egy évvel korábban, tizenkilenc dal versenyzett.
Másodszor vett részt a versenyen a holland Maggie MacNeal és a svájci Paola Del Medico (utóbbi 1969-ben a 4 társgyőztes mögött lett második - helyesebben ötödik), míg a német Katja Ebstein már harmadszor: 1970-ben és 1971-ben is a harmadik helyen végzett, ebben az évben pedig második lett. Így ő az egyik legsikeresebb énekes, akinek nem sikerült győznie.

## A verseny
A hagyományos képeslapok, rövidfilmek helyett mindegyik dal előtt egy műsorvezető az adott ország nyelvén bemutatta az énekest. Egyedül az íreknél volt különbség: a konferálás ír nyelven történt, de indulójuk angolul énekelt. A bemondók között volt például a norvég Åse Kleveland, aki 1966-ban maga is részt vett, majd 1986-ban műsorvezető volt.
A luxemburgi testvérpár, Sophie & Magaly a verseny történetének első résztvevői, akik egypetéjű ikrek. Papa Pingouin című, később nagy sikerű daluk előadása amiatt is emlékezetes maradt, hogy a háttérénekesek pingvinjelmezt viseltek.
Nagy feltűnést keltett a belga dal is, amely némi iróniával magáról a versenyről szólt, majd a dal végén az énekes egy fényképezőgéppel lefotózta a meglepődött nézőket.

## A szavazás
A szavazási rendszer kis változtatással megegyezett az 1975-ös versenyen bevezetettel. Minden ország a kedvenc 10 dalára szavazott, melyek 1-8, 10 és 12 pontot kaptak. Viszont ettől az évtől kezdve a szóvivők növekvő sorrendben hirdették ki a pontokat. Ez a szavazási rendszer 2015-ig volt használatban.
A szavazás a fellépési sorrendnek megfelelően zajlott: Ausztria volt az első szavazó, míg Belgium az utolsó. A szavazás során három ország váltotta egymást az élen. Az első öt zsűri után a házigazda Hollandia volt az első, majd Németország vette át a vezetést. A szavazás felénél, a finn zsűri pontjainak kihirdetése után állt az élre először az ír dal, amely innentől kezdve végig meg tudta őrizni előnyét. A győztes dal hét zsűritől – görög, dán, svájci, norvég, német, brit, belga – gyűjtötte be a maximális tizenkettő pontot, míg a török és a marokkói zsűri nem tartotta pontra érdemesnek.
A marokkói király, II. Hasszán Marokkó ellen irányuló súlyos sértésnek nevezte, hogy országa az utolsó előtti helyen végzett. Marokkó többé nem vett részt a versenyen, így ez maradt az egyetlen alkalom, hogy egy afrikai ország részt vett.
Írország másodszor tudott diadalmaskodni. Az énekes, Johnny Logan a verseny idején még ausztrál állampolgár volt. Később ő lett az egyetlen énekes, aki kétszer tudott nyerni: az 1987-es Eurovíziós Dalfesztiválról is győztesen távozott, az 1992-es Eurovíziós Dalfesztiválon pedig a győztes dal szerzőjeként kapott díjat.

## Térkép

Részt vevő országok
Országok, melyek korábban részt vettek, de ebben az évben nem

## Eredmények
| #  | Ország             | Nyelv                                  | Előadó                           | Dal                    | Magyar fordítás                       | Helyezés | Pontszám |
| -- | ------------------ | -------------------------------------- | -------------------------------- | ---------------------- | ------------------------------------- | -------- | -------- |
| 01 | Ausztria           | német                                  | Blue Danube                      | Du bist Musik          | Te vagy a zene                        | 8.       | 64       |
| 02 | Törökország        | török                                  | Ajda Pekkan                      | Pet’r oil              | Petróleum                             | 15.      | 23       |
| 03 | Görögország        | görög                                  | Anna Vissi & Epikouri            | Autostop               | Stoppolás                             | 13.      | 30       |
| 04 | Luxemburg          | francia                                | Sophie & Magaly                  | Papa pingouin          | Pingvin papa                          | 9.       | 56       |
| 05 | Marokkó            | arab                                   | Szamíra Benszaid                 | Bitakat hob            | Szerelmeslevél                        | 18.      | 7        |
| 06 | Olaszország        | olasz                                  | Alan Sorrenti                    | Non so che darei       | Nem tudom, mit adhatnék               | 6.       | 87       |
| 07 | Dánia              | dán                                    | Bamses Venner                    | Tænker altid på dig    | Mindig rád gondolok                   | 14.      | 25       |
| 08 | Svédország         | svéd                                   | Tomas Ledin                      | Just nu!               | Most rögtön!                          | 10.      | 47       |
| 09 | Svájc              | francia                                | Paola                            | Cinéma                 | Mozi                                  | 4.       | 104      |
| 10 | Finnország         | finn                                   | Vesa-Matti Loiri                 | Huilumies              | Fuvolás                               | 19.      | 6        |
| 11 | Norvégia           | norvég                                 | Sverre Kjelsberg és Mattis Hætta | Sámiid Ædnan           | A számik földje                       | 16.      | 15       |
| 12 | Németország        | német                                  | Katja Ebstein                    | Theater                | Színház                               | 2.       | 128      |
| 13 | Egyesült Királyság | angol                                  | Prima Donna                      | Love Enough for Two    | Szerelem, mely két ember számára elég | 3.       | 106      |
| 14 | Portugália         | portugál, olasz, francia, német, angol | José Cid                         | Um grande, grande amor | Egy nagy, nagy szerelem               | 7.       | 71       |
| 15 | Hollandia          | holland                                | Maggie MacNeal                   | Amsterdam              | Amszterdam                            | 5.       | 93       |
| 16 | Franciaország      | francia                                | Profil                           | Hé, hé, m’sieurs dames | Hé, hé, urak, hölgyek                 | 11.      | 45       |
| 17 | Írország           | angol                                  | Johnny Logan                     | What’s Another Year?   | Mit ér egy újabb év?                  | 1.       | 143      |
| 18 | Spanyolország      | spanyol                                | Trigo Limpio                     | Quédate esta noche     | Maradj ma éjjel                       | 12.      | 38       |
| 19 | Belgium            | francia                                | Telex                            | Euro-Vision            | Euro-Vízió                            | 17.      | 14       |

## Ponttáblázat
|                    | Zsűrik   | Zsűrik      | Zsűrik      | Zsűrik    | Zsűrik  | Zsűrik      | Zsűrik | Zsűrik     | Zsűrik | Zsűrik     | Zsűrik   | Zsűrik      | Zsűrik             | Zsűrik     | Zsűrik    | Zsűrik        | Zsűrik   | Zsűrik        | Zsűrik  | Zsűrik |
| Össz               | Ausztria | Törökország | Görögország | Luxemburg | Marokkó | Olaszország | Dánia  | Svédország | Svájc  | Finnország | Norvégia | Németország | Egyesült Királyság | Portugália | Hollandia | Franciaország | Írország | Spanyolország | Belgium |        |
| ------------------ | -------- | ----------- | ----------- | --------- | ------- | ----------- | ------ | ---------- | ------ | ---------- | -------- | ----------- | ------------------ | ---------- | --------- | ------------- | -------- | ------------- | ------- | ------ |
| Ausztria           | 64       |             |             | 1         |         | 3           | 4      | 5          | 1      | 4          | 5        | 6           | 4                  | 6          | 3         | 3             | 4        | 10            | 4       | 1      |
| Törökország        | 23       | 3           |             |           |         | 12          | 8      |            |        |            |          |             |                    |            |           |               |          |               |         |        |
| Görögország        | 30       | 5           |             |           | 1       |             | 2      | 2          |        |            |          | 4           |                    | 3          | 1         | 8             |          | 4             |         |        |
| Luxemburg          | 56       | 1           | 1           |           |         |             |        | 4          | 6      |            | 3        | 7           |                    | 8          |           |               | 7        | 8             | 3       | 8      |
| Marokkó            | 7        |             |             |           |         |             | 7      |            |        |            |          |             |                    |            |           |               |          |               |         |        |
| Olaszország        | 87       | 2           | 6           | 2         |         |             |        | 3          | 10     | 8          | 6        | 2           | 7                  | 4          | 12        | 1             | 2        | 2             | 10      | 10     |
| Dánia              | 25       |             |             | 4         |         | 2           |        |            |        | 6          | 7        | 1           | 5                  |            |           |               |          |               |         |        |
| Svédország         | 47       |             | 8           | 10        | 10      | 6           | 5      |            |        | 5          |          |             | 2                  |            |           |               |          |               | 1       |        |
| Svájc              | 104      | 6           | 2           |           | 5       | 7           | 3      | 8          | 2      |            | 12       | 10          | 10                 | 7          | 6         | 10            |          | 12            | 2       | 2      |
| Finnország         | 6        |             |             |           |         |             |        |            |        |            |          | 5           |                    |            |           |               | 1        |               |         |        |
| Norvégia           | 15       |             |             |           |         | 4           |        |            |        |            |          |             | 6                  |            |           | 2             | 3        |               |         |        |
| Németország        | 128      | 8           | 10          |           | 3       | 10          | 12     | 7          | 5      | 7          | 2        |             |                    | 10         | 8         | 12            | 10       | 5             | 12      | 7      |
| Egyesült Királyság | 106      | 7           | 5           |           | 8       | 8           |        | 10         | 12     | 10         | 4        |             | 3                  |            | 7         | 7             | 5        | 6             | 8       | 6      |
| Portugália         | 71       |             | 4           | 5         | 4       |             | 10     | 6          | 8      | 2          | 1        | 8           | 1                  |            |           | 5             | 6        | 7             |         | 4      |
| Hollandia          | 93       | 12          | 12          | 6         | 12      |             |        |            | 3      | 3          | 10       |             | 8                  | 2          | 4         |               | 12       | 1             | 5       | 3      |
| Franciaország      | 45       |             | 3           | 7         | 2       | 1           |        | 1          | 4      | 1          |          | 3           |                    | 5          |           | 4             |          | 3             | 6       | 5      |
| Írország           | 143      | 10          |             | 12        | 7       |             | 1      | 12         | 7      | 12         | 8        | 12          | 12                 | 12         | 5         | 6             | 8        |               | 7       | 12     |
| Spanyolország      | 38       | 4           | 7           | 8         | 6       | 5           | 6      |            |        |            |          |             |                    |            | 2         |               |          |               |         |        |
| Belgium            | 14       |             |             | 3         |         |             |        |            |        |            |          |             |                    | 1          | 10        |               |          |               |         |        |

## 12 pontos dalok
| darab | 12 pontos országok                           |
| ----- | -------------------------------------------- |
| 7     | Írország                                     |
| 4     | Hollandia                                    |
| 3     | Németország                                  |
| 2     | Svájc                                        |
| 1     | Törökország, Olaszország, Egyesült Királyság |

## Visszatérő előadók
| Előadó           | Ország      | Előző év(ek) |
| ---------------- | ----------- | ------------ |
| Paola del Medico | Svájc       | 1969         |
| Katja Ebstein    | Németország | 1970, 1971   |
| Maggie MacNeal   | Hollandia   | 1974         |